# Gerersdorf
Gerersdorf is een gemeente in de Oostenrijkse deelstaat Neder-Oostenrijk, gelegen in het district Sankt Pölten-Land (PL). De gemeente heeft ongeveer 900 inwoners.
Het omvat de kadastrale gemeentes Distelburg, Eggsdorf, Friesing, Gerersdorf, Grillenhöfe, Hetzersdorf, Hofing, Loipersdorf, Salau, Stainingsdorf, Völlerndorf en Weitendorf.

## Geografie
Gerersdorf heeft een oppervlakte van 13,63 km². Het ligt in het noordoosten van Oostenrijk, ten westen van de hoofdstad Wenen in de buurt van de deelstaathoofdstad Sankt Pölten.

## Aangrenzende gemeenten
| Aangrenzende gemeenten                 | Aangrenzende gemeenten | Aangrenzende gemeenten | Aangrenzende gemeenten | Aangrenzende gemeenten |
| -------------------------------------- | ---------------------- | ---------------------- | ---------------------- | ---------------------- |
| Hafnerbach                             |                        | Neidling               |                        |                        |
|                                        |                        |                        |                        |                        |
| Prinzersdorf (B1) Markersdorf-Haindorf | Sankt Pölten (B1)      |                        |                        |                        |
|                                        |                        |                        |                        |                        |
|                                        |                        | Ober-Grafendorf        |                        |                        |

Altlengbach · Asperhofen · Böheimkirchen · Brand-Laaben · Eichgraben · Frankenfels · Gerersdorf · Hafnerbach · Haunoldstein · Herzogenburg · Hofstetten-Grünau · Inzersdorf-Getzersdorf · Kapelln · Karlstetten · Kasten bei Böheimkirchen · Kirchberg an der Pielach · Kirchstetten · Loich · Maria-Anzbach · Markersdorf-Haindorf · Michelbach · Neidling · Neulengbach · Neustift-Innermanzing · Nußdorf ob der Traisen · Ober-Grafendorf · Obritzberg-Rust · Perschling · Prinzersdorf · Pyhra · Rabenstein an der Pielach · Schwarzenbach an der Pielach · St. Margarethen an der Sierning · Statzendorf · Stössing · Traismauer · Weinburg · Wilhelmsburg · Wölbling
- Gemeinsame Normdatei: 4574332-0
- Virtual International Authority File: 247384616
- WorldCat: E39PBJd3R73BjxrMGjfBq3bTpP